# Кузнецов, Виктор Андреевич
Виктор Андреевич Кузнецов (род. 17 июля 1986, Запорожье, Украинская ССР) — украинский легкоатлет, который специализируется в прыжке длину, а также в тройном прыжке. Мастер спорта международного класса.
Первый тренер — Александр Дмитриевич Саксин. Текущий тренер — Валерий Терентьевич Гредунов.
Окончил Броварское высшее училище физической культуры. Выпускник Переяслав-Хмельницького государственного педагогического университета им. Г. Сковороды. Выступает за спортивное общество «Динамо» (Киевская область). С 2003 года проживает в городе Бровары.

## Спортивные достижения
Является обладателем рекорда мира в помещениях среди юниоров 8 м 22 см.
Финишировал четвёртым на чемпионате Европы по лёгкой атлетике в Гётеборге, с результатом 7.96 (в квалификации прыгнул с личным рекордом 8 м 25 см). В закрытых помещениях лучший результат составляет 8 м 22 см.
Был седьмым на чемпионате Европы по лёгкой атлетике в закрытых помещениях в Бирмингеме с новым личным рекордом 16 м 92 см. На юниорском чемпионате мира 2004 в Гроссето завоевал бронзовую медаль. На летних Олимпийских играх 2008 года проходивших в Пекине стал восьмым с результатом 16 м 87 см.
На втором командном чемпионате Европы в Бергене, Виктор одержал сенсационную победу. Показав в первой же попытке свой рекордный прыжок (17 м 26 см) он выиграл у рекордсмена мира в помещении Тедди Тамго и именитого Филлипса Айдову.

### Личные рекорды
| Соревнования               | Результат | Дата           | Город     | Комментарии                              |
| -------------------------- | --------- | -------------- | --------- | ---------------------------------------- |
| Прыжок в длину — стадион   | 8,09      | 4 июня 2009    | Ялта      |                                          |
| Прыжок в длину — помещение | 8,22      | 22 января 2005 | Бровары   | Мировой рекорд среди юниоров в помещении |
| Тройной прыжок — стадион   | 17,29     | 28 июля 2010   | Барселона |                                          |
| Тройной прыжок — помещение | 17,02     | 2 марта 2013   | Гётеборг  |                                          |

## Награды
- Орден «За заслуги» ІII степени (25 июля 2013 года) — за достижение высоких спортивных результатов на XXVII Всемирной летней Универсиаде в Казани, проявленную самоотверженность и волю к победе, повышение международного авторитета Украины[1]